# 리디주식회사
리디주식회사(영어: RIDI Corporation)는 2008년 3월 설립된 콘텐츠 플랫폼 기업이다.
2009년 리디북스 서비스를 시작했으며, 전자책 1위를 발판삼아 웹툰, 웹소설, 애니메이션 등으로 사업을 확장하고 있다. 2022년에는 대표 서비스인 ‘리디북스’의 명칭을 ‘리디’로 변경하며 콘텐츠 플랫폼으로 도약을 선언했다. 리디 외에도 다양한 서비스를 운영한다. 대표적으로는 2020년에 글로벌 웹툰 구독 서비스 만타를 북미에 출시했다.
실적도 꾸준히 성장 중이다. 2010년 4분기부터 2023년 1분기까지 50분기 연속 성장했다고 발표했고, 2022년 연매출은 전년 대비 19% 성장한 2,211억원으로 역대 최대 실적이자 14년 연속 성장세를 기록 중이다.
2022년 2월에는 싱가포르투자청(GIC) 등으로부터 1200억원 규모의 투자를 유치했고, 그 과정에서 1조 6천억원의 기업가치를 인정 받아 국내 콘텐츠 플랫폼 스타트업으로는 처음으로 유니콘 기업에 등극했다.

## 서비스
- 리디: 웹툰, 웹소설, 도서 등을 모두 담은 콘텐츠 플랫폼
- 만타(Manta): 글로벌 웹툰 구독 서비스
- 리디페이퍼: 이북리더기

## 역사
2009년 11월 리디북스 출시하며 전자책 사업을 시작했다. 당시에는 전자책 자체가 생소했기에 출판사들과 협업도 쉽지 않았지만, 꾸준히 전자책의 강점을 알리고 소프트웨어 경쟁력을 높여 업계 1위에 올랐다.
2018년부터는 웹소설과 웹툰, 애니메이션 등으로 콘텐츠 사업을 확장하기 시작했다. 현재는 웹소설을 웹툰화하는 노블코믹스 제작과 동시에, 웹툰 공모전 등을 통한 작품 발굴도 추진하고 있다.
2020년 11월에는 북미 시장에 웹툰 구독 서비스 만타(Manta)를 출시했다. 웹툰 업계에서는 처음으로 구독 모델을 적용했고, 리디의 독점작 등 다양한 콘텐츠를 서비스하고 있다. 론칭 이후 가파른 성장세를 보이며 출시 1년여만에 미국 플레이스토어 만화 앱 부문에서 북미·유럽·아시아 지역 16개국 1위에 오르며 영향력을 키워가고 있다. 2023년 1월에는 스페인어 정식 지원을 알렸다.
같은 해 10월, 사업별 독립적 의사결정과 빠른 실행을 위해 사내독립기업(CIC)으로 승격됐다. 2024년 2월부터 프랑스어 서비스가 추가됐다.

### 연혁
- 2009년 11월  리디북스 서비스 출시
- 2015년 10월  1세대 이북리더기 ‘페이퍼’ 출시
- 2017년 12월  2세대 이북리더기 ‘페이퍼프로’ 출시
- 2018년 6월  도서 마케팅 서비스 ‘디노먼트’(‘책 끝을 접다’ 채널) 인수
- 2018년 6월  ‘리디페이퍼’ 해외(대만) 수출
- 2018년 7월  프리미엄 콘텐츠 월정액 구독 서비스 ‘리디셀렉트’ 출시
- 2019년 7월  중소벤처기업부 기술보증기금 예비유니콘 특별보증 대상 기업 선정
- 2019년 12월  3세대 이북리더기 ‘리디페이퍼’ 출시
- 2020년 1월  IP 콘텐츠 허브 ‘오렌지디’ 설립
- 2020년 11월  글로벌 웹툰 구독 서비스 만타 출시
- 2020년 12월  2020 벤처창업진흥유공 포상 중기벤처부 장관 표창 수상
- 2021년 1월  중소벤처기업부 벤처천억기업(2019 기준) 선정
- 2021년 4월  코로나19 대응 유공 정부 포상 국무총리 표창
- 2021년 8월  자유 연재 플랫폼 '디리토' 설립
- 2021년 12월  고용노동부 2021 일자리창출 유공 정부포상 국무총리 표창 수상
- 2022년 2월  국내 콘텐츠 플랫폼 스타트업 최초 유니콘 등극
- 2022년 4월  이북리더기 '리디페이퍼 4' 출시

## 기업문화
연간 운동비를 최대 240만원까지 지원해주는 ‘사운드 리디’를 10년 넘게 운영 중이라고 한다. 그 외에도 제철 과일, 견과류, 영양제를 구비하고 점심 건강 도시락을 제공하는 등 건강 관리에 힘쓰고 있다.
성장세에 발맞춰 인재 확보에도 집중하고 있다. 2021년 하반기에는 경력직 연봉을 30% 인상했다. 2022년 초에는 심리 상담 프로그램도 도입했다.